# Okres zwrotu
Okres zwrotu (PP) – jest to czas, jaki jest niezbędny aby wpływy wyrównały poniesione nakłady:
{\displaystyle T=t+No/Pt,}
gdzie:
{\displaystyle T} – okres zwrotu,
{\displaystyle t} – ostatni rok, na koniec którego nakłady pozostają niezwrócone,
{\displaystyle No} – nakłady niezwrócone na koniec roku {\displaystyle t,}
{\displaystyle Pt} – przychody netto w roku następnym.
Przykład:
Dysponując następującymi danymi obliczyć prosty okres zwrotu oraz okres zwrotu z dyskontem. Stopa dyskontowa wynosi 10%. Maksymalny wymagany okres zwrotu nakładów wynosi 3 lata.
PROSTY OKRES ZWROTU
Lata: {\displaystyle 0,1,2,3,4.}
Przepływy pieniężne: {\displaystyle -4000,1700,2200,2400,1600}
{\displaystyle No=4000-(1700+2200)=100,}
{\displaystyle Pt=2400,\quad t=2}
{\displaystyle T=t+No/Pt}
{\displaystyle T=2+100/2400=2{,}042,} gdzie pozostała po dwóch latach część: {\displaystyle \mathrm {0{,}042\cdot 365\ dni=15\ dni} }
W 15. dniu 3 roku wpływy wyrównają nakłady inicjujące.
OKRES ZWROTU Z DYSKONTEM
Lata: {\displaystyle 0,1,2,3,4.}
Przepływy pieniężne: {\displaystyle -4000,1700,2200,2400,1600}
{\displaystyle No=4000-[1700/(1+0{,}1)^{1}+2200/(1+0{,}1)^{2}]=636{,}364}
{\displaystyle Pt=2400,\quad t=2}
{\displaystyle T=t+No/Pt}
{\displaystyle T=2+636{,}364/(2400/(1+0{,}1)^{3})=2{,}3529}
{\displaystyle \mathrm {0{,}3529\cdot 365\ dni=128{,}82\ dni} }
W 128. dniu 3 roku zdyskontowane wpływy wyrównają nakłady inwestycyjne.